# 石鼓书院武侯祠

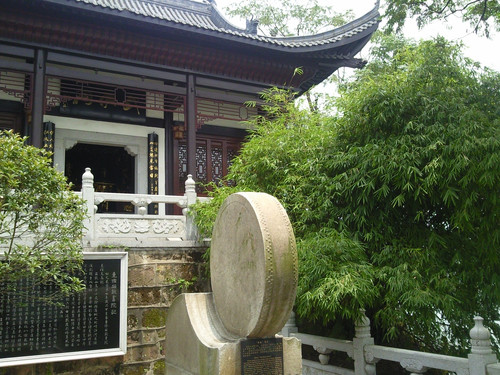

石鼓书院武侯祠位於中國湖南省衡陽市城石鼓山上的石鼓書院之中。漢建安十三年（公元208年），荊州牧劉備借赤壁之戰的勝利收取南四郡，任軍師中郎将的諸葛亮在臨烝（現湖南省衡陽市）總督長沙，零陵和桂陽的賦稅糧草。據說當時諸葛亮居住的地方是石鼓山。後來，人們在臨烝驛旁邊建起了武侯祠以供祀享，宋代石鼓書院重建時，武侯祠也移到了石鼓山。1944年7月，石鼓書院被日軍的轟炸摧毀。目前的石鼓書院包括石鼓書院武侯祠於於2008年重建。南宋理学家张栻曾作《武侯祠记》，并亲笔勒石立碑。
祠堂门上范鹤年题有对联：
心远地自偏，问草庐是耶非耶，此处想见当日；
江流石不转，睹秋水来者逝者，伊人宛在中央。
上联武侯犹忆刘备“三顾茅庐”，拜访贤才，下联武侯观以前实景，感慨万千。